# 切罗韦罗内塞
切罗韦罗内塞（義大利語：Cerro Veronese），是意大利威尼托大区维罗纳省的一个市镇。总面积10.17平方公里，人口2429人，人口密度238.8人/平方公里（2009年）。国家统计（ISTAT）代码为023026。